# 1601

## Събития
- 8 февруари – Робърт Девъро, 2-ри граф на Есекс и дългогодишен фаворит на английската кралица Елизабет I въстава неуспешно срещу нея.
- 25 февруари – Робърт Девъро е обезглавен.
- Около половината население на Естония загива вследствие на масов глад (-1603).

## Родени
- 8 януари – Балтасар Грасиан и Моралес, испански писател, философ и литературен теоретик († 1658 г.)
- 17 август – Пиер дьо Ферма, френски математик († 1665 г.)
- 22 август – Жорж дьо Скюдери, френски романист, драматург и поет († 1667 г.)
- 13 септември – Ян Брьогел Млади, фламандски художник († 1678 г.)
- 22 септември – Ана Австрийска, съпруга на френския крал Луи XIII и регент на своя син Луи XIV († 1666 г.)
- 27 септември – Луи XIII, крал на Франция, († 1643 г.)
- неизвестна дата
  - Уилям Кодингтън, първи губернатор на Род Айлънд († 1678 г.)
  - Жак Гафарел, френски учен и астролог († 1681 г.)

## Починали
- 19 януари – Хенри Хърбърт, 2-ри граф на Пембрук, английски държавник (р. 1534 г.)
- 25 февруари – Робърт Девъро, 2-ри граф на Есекс, английски политик (р. 1566 г.)
- 10 април – Марк Александър Бойд, шотландски поет и наемник (р. 1562 г.)
- 19 май – Костанцо Порта, италиански ренесансов композитор, представител на Венецианската школа (р. 1528 г.)
- 9 август – Михай Витязул, владетел на Влашко (р. 1558 г.)
- 24 октомври – Тихо Брахе, датски астроном (р. 1546 г.)
- неизвестна дата
  - Сципионе Амирато, италиански историк (р. 1531 г.)
  - Огава Сукетада, японски даймио (р. 1549 г.)
- вероятно
  - септември – Джон Шекспир, баща на Уилям Шекспир (р. 1529 г.)